# Buchlov (přírodní rezervace)
Buchlov je přírodní rezervace v katastrálním území obcí Čereňany a Oslany v okrese Prievidza v Trenčínském kraji na Slovensku. Území bylo vyhlášeno v roce 1984 a jeho rozloha je 103,96 hektaru. Předmětem ochrany jsou zachované přirozené lesní a skalní společenstva na morfologicky cenném sopečném hřebeni pohoří Vtáčnik. Území je součástí chráněné krajinné oblasti Ponitří.